# 1980년 동계 올림픽 오스트리아 선수단
1980년 동계 올림픽 오스트리아 선수단은 미국 레이크플래시드에서 개최된 1980년 동계 올림픽에 참가한 올림픽 오스트리아 선수단이다.

## 메달 집계

### 종목별 메달 수
| 종목 | 1 | 2 | 3 | 합계 |

## 참고 자료
- 올림픽 공식 결과 보관됨 2012-02-04 - 웨이백 머신
- (영어) “Austria at the 1980 Lake Placid Winter Games”. SR/Olympic Sports. 2008년 12월 8일에 원본 문서에서 보존된 문서. 2011년 10월 15일에 확인함.